# Paulus Bohl
Paulus Bohl (geb. 1996 in Wien) ist ein österreichischer Kabarettist, Comedian und Social-Media-Entertainer. Bekannt wurde er insbesondere als Teil des Comedy-Duos Dr. Bohl, das er gemeinsam mit seinem Bruder Benjamin Bohl während der COVID-19-Pandemie gründete.

## Leben

### Frühes Leben und Ausbildung
Paulus Bohl wuchs im 23. Wiener Gemeindebezirk auf und lebte später im 3. Bezirk gemeinsam mit seinem Bruder Benjamin. Er ist der Sohn von Herbert Knötzl, der seit über 30 Jahren das Comedy-Format „Projekt X“ leitet. Er besuchte zunächst die Volksschule und anschließend ein Gymnasium in Wien. Nach der Matura nahm er ein Studium der Rechtswissenschaften an der Universität Wien auf, das er erfolgreich abschloss.

### Karriere

#### Dr. Bohl
Zu Beginn der Corona-Pandemie gründete Paulus gemeinsam mit seinem Bruder Benjamin das Comedy-Duo Dr. Bohl. Bekanntheit erlangten sie durch humorvolle und satirische Kurzvideos auf Social-Media-Plattformen wie Instagram und TikTok. In ihren Videos verkörpert Paulus stereotype Figuren des österreichischen Alltagslebens. Die Brüder erreichten damit eine große Fangemeinde von über 100.000 Followern. Das Duo trat mit mehreren Bühnenprogrammen auf:
- Dr. Bohl – Live! (2020): Das erste Kabarettprogramm, uraufgeführt im Keller ihrer ehemaligen Schule.
- ANABOHLIKA (ab 2023): Ein satirisches Bühnenprogramm, in dem Paulus und Benjamin gemeinsam auftreten.[5]

#### Solo-Karriere
Im Februar 2025 präsentierte Paulus Bohl sein erstes Solo-Kabarettprogramm mit dem Titel SOLO. Die Premiere fand am 11. Februar 2025 im Wiener Stadtsaal statt. In dem Programm verarbeitet er persönliche Erfahrungen, vor allem aus dem Bereich Dating, mit humorvoller Selbstironie.

#### Weitere Projekte
Bohlmobil
Im April 2020 starteten die Brüder den Podcast Bohlmobil. In den einzelnen Folgen besuchen sie verschiedene bekannte und unbekannte Orte Wiens und beleuchten diese mit kabarettistischer Perspektive.
Tiafe Typen
2024 veröffentlichte Paulus Bohl eine Pilotfolge zur Sitcom Tiafe Typen. Die Handlung dreht sich um Kurt Ondrasch, der nach dem Auszug aus seiner Wohngemeinschaft mit den Herausforderungen des Wiener Wohnungsmarkts konfrontiert wird. Die Serie wurde nach der Pilotfolge jedoch nicht fortgesetzt.
Dancing Stars
Im Frühjahr 2025 nahm Bohl an der 16. Staffel der ORF-Show Dancing Stars teil. Gemeinsam mit der Profitänzerin Catharina Malek erreichte er den zweiten Platz. Seine Teilnahme führte zu einem Anstieg medialer Präsenz.

### Persönliches
Paulus Bohl ist Anhänger des österreichischen Fußballclubs Austria Wien, eine Leidenschaft, die er von seinem Vater und Onkel übernommen hat. Schon in jungen Jahren besuchte er regelmäßig Fußballspiele. Er gilt zudem als talentierter Sänger und trat mehrfach bei privaten Veranstaltungen wie Hochzeiten auf. Derzeit spielt er privat für den DSG Semper Victoria.